# Грифид ап Мадог II
Грифид Младший (валл. Gruffudd Fychan) (ум. в 1309) — младший сын Мадога и его жены Марагрет верх Рис.
8 июля 1304 года Грифид женился на Элизабет Ле Стренж, которая была дочерью Джона V Ле Стренжа, первого барона Кнокина.
В 1309 году Грифид умирает. В 1325 году его сын Грифид наследует своему дяде, брату Грифида, Мадогу.